# Heinrich Molenaar
Heinrich Molenaar, né le 16 juin 1870 à Deux-Ponts et mort en 1965 à Munich, est un enseignant, philosophe et interlinguiste allemand.

## Biographie
Heinrich Molenaar naît le 16 juin 1870 dans la ville de Deux-Ponts (en allemand : Zweibrüken), dans le royaume de Bavière. Professeur de français dans un gymnasium munichois, il adhère aux thèses positivistes d'Auguste Comte et fonde en 1901 le périodique Die Religion der Menschheit (1901-1903), qui attire environ 700 abonnés avant de devenir en 1904 la Positive Weltanschauung (1904-1906). Se faisant connaître en tant que seul disciple actif de Comte en Allemagne, il fonde en 1903 la Ligue franco-allemande pour promouvoir la réconciliation franco-allemande et un partage de l'Alsace-Lorraine (annexée par l'Allemagne lors de la guerre de 1870) selon des considérations linguistiques. Militant contre la vaccination (alors perçue par un certain nombre d'hygiénistes comme potentiellement dangereuse) et le tabac, il défend l'idée d'une république allemande et la coopération entre peuples européens. À cet effet, il crée notamment une langue auxiliaire internationale, le panroman ou universal, qui ne connaîtra toutefois pas de postérité. Il meurt en 1965 à Munich.